# Жаннетт Кавас
Бланка Жаннетт Кавас Фернандес (ісп. Blanca Jeannette Kawas Fernández; 16 січня 1946 — 6 лютого 1995) — гондураська екологічна активістка, відома своєю роллю у збереженні понад 400 видів флори та фауни.

## Біографія
Кавас почала своє навчання в школі Мігеля Паса Барахони і отримала звання експертки-бухгалтерки та дипломованої бухгалтерки в 1967 році, після чого у 1970-х роках почала працювати у фінансових установах. У період з 1977 по 1979 рік вона зустрілася з Джимом Ваттом, вийшла за нього заміж і народила двох дітей, Дамаріс і Джейме.
На початку 1980-х вона переїхала зі своїми дітьми до міста Новий Орлеан, де вивчала обчислення, отримуючи різноманітні сертифікати, нагороди та відзнаки за свої громадські та академічні досягнення. На початку 1990-х почала працювати в Гондурасській екологічній асоціації. Її діяльність та прогрес, досягнутий у збереженні 449 видів рослин, різноманітності флори та фауни, прибережних лагун, кам'янистих виходів, боліт, мангрових заростей, кам'янистих берегів, піщаних пляжів та тропічних лісів, розташованих у прибережній смузі довжиною 40 кілометрів, були перешкодою для бізнесових проєктів.

## Вбивство
6 лютого 1995 року близько 19:45 Кавас була застрелена в її будинку в Барріо Ель-Сентро в Тела, Атлантіда двома невідомими підозрюваними. Серед підозрюваних у вбивстві був полковник Маріо Амайя (відомий як Тигре Амайя), який, як повідомляється, зустрічався із сержантом Ісмаелем Пердомо та Маріо Пінеда (він же Чапіна) у відділенні поліції в Телі.

## Наслідки
Оскільки з боку системи правосуддя Гондурасу більше не було зацікавленості у розкритті цього злочину, 13 січня 2003 року Команда роздумів, досліджень та комунікації (ERIC) Товариства Ісуса та Центру міжнародного правосуддя (CEJIL) надіслала три індивідуальні запити до Міжамериканської комісії з прав людини, в яких вони оголосили країну Гондурас відповідальною за вбивства Жаннетт Кавас, Карлоса Ескалераса та Карлоса Луни.
У 2005 році Міжамериканський суд з прав людини визнав справу Кавас проти Гондурасу прийнятною; його постанова у 2009 році створила міжнародно-правовий прецедент для вимоги щодо того, що уряди повинні захищати екологічних правозахисників, які перебувають у зоні ризику.